# Сделано в России
«Сделано в России» — маркировка продукции, изготовленной в Российской Федерации.
По-английски — «Made in Russia».
Председатель Правительства Михаил Мишустин подписал распоряжение об утверждении новой программы по продвижению российской продукции за рубежом под национальным брендом «Сделано в России». Она является одним из инструментов достижения национальной цели «Устойчивая и динамичная экономика». 
Новая программа рассчитана на срок до 2030 года. С её помощью предполагается обеспечить прирост объёма экспорта несырьевых неэнергетических товаров не менее чем на две трети по сравнению с показателем 2023 года, добиться увеличения экспорта продукции агропромышленного комплекса не менее чем в полтора раза по сравнению с уровнем 2021 года, сформировать устойчивые партнёрские связи с заинтересованными иностранными государствами. Программа также нацелена на создание необходимой инфраструктуры для внешнеэкономической деятельности, технологической и промышленной кооперации, освоения новых рынков.
В числе мероприятий программы – проведение международных деловых миссий российских производителей, организация ярмарок для продвижения российской продукции за рубежом под брендом «Сделано в России», разработка и запуск официального интернет-сайта национального бренда.
Масштабировать программу по продвижению российских товаров Правительству поручил Президент. Развитию экспорта было посвящено заседание Госсовета, которое состоялось под руководством главы государства в сентябре 2024 года.
«Президент подчёркивал, что, несмотря на объективные трудности, с которыми сейчас сталкивается российский бизнес, мы развиваем внешние деловые связи, расширяем их географию, укрепляем сотрудничество с предсказуемыми, надёжными партнёрами, которые, как и наша страна, понимают свои национальные интересы, ценят взаимовыгодные торговые, производственные, кооперационные связи», – отметил Михаил Мишустин, комментируя принятое решение на заседании Правительства 27 февраля.
Координировать программу в рамках Национального проекта «Международная кооперация и экспорт» будет Минпромторг России, а основные функции по обеспечению и реализации программы возложены на Российский экспортный центр.
Программа включает в себя Систему добровольной сертификации «Сделано в России», зарегистрированную в едином реестре Росстандарта под № РОСС RU.З1685.04РЭЦ0. 
Участниками Программы могут стать компании из любой отрасли несырьевого неэнергетического экспорта. Компания, прошедшая сертификацию своей продукции в соответствии с Правилами СДС «Сделано в России», становится полноправным участником Программы «Сделано в России» по продвижению российской продукции на внешние рынки и получает право маркировки сертифицированной продукции знаком соответствия «Сделано в России».
Добровольная сертификация "Сделано в России" охватила уже более восьми тысяч наименований товаров отечественного производства, которые удостоились знака "птичка"-триколор, сообщает Российский экспортный центр (Группа ВЭБ.РФ). 
В настоящее время практически отсутствует должная правовая регламентация данной маркировки, что позволяет наносить её на товары, произведённые в других странах. Иногда в XXI веке высокотехнологические товары, произведённые в Китае по заказу российских фирм-однодневок, несут на себе контрафактную маркировку «Сделано в России». Обязательной сертификации подлежат лишь товары, направляемые на экспорт. Такой сертификат выдаётся Торгово-промышленной палатой Российской Федерации. Существует несколько вариантов этого сертификата для разных стран-импортеров.
Некоторые потребительские стандарты России, например, ГОСТ Р 51074-2003 «Продукты пищевые. Информация для потребителя. Общие требования», требуют указывать на этикетке юридический адрес производителя, включая страну, и, в случае несовпадения с юридическим адресом, адрес самого производства, но никак не регламентируют надписи «Сделано в России».
Другие ГОСТы, например, ГОСТ Р 52760-2007, «Арматура трубопроводная. Требования к маркировке и отличительной окраске», требуют маркировки «Сделано в России» на русском и/или иностранном языке, но лишь при поставке на экспорт.

## Национальный бренд
В России создан национальный бренд «Сделано в России». Его презентация прошла в Милане в 2015 году при участии первого вице-премьера Правительства России И. Шувалова. Кроме того, проект национального бренда «Сделано в России» участвовал в качестве информационного и имиджевого партнера в ряде мероприятий для российских компаний-экспортеров как в России, так и за рубежом.